# Loss (truyện tranh)
"Loss", còn được gọi là "Loss.jpg", là một mẩu truyện tranh được Tim Buckley đăng tải vào ngày 2 tháng 6 năm 2008 trong sê-ri truyện tranh trực tuyến (webcomic) Ctrl+Alt+Del. Mẩu truyện tranh gồm bốn ô tranh không có lời thoại vẽ Ethan đi vào một bệnh viện và thấy Lilah đang khóc trên giường bệnh vì bị sảy thai. Buckley lấy cảm hứng truyện tranh từ các sự kiện có thật trong đời ông.
Mẩu truyện tranh này bị chỉ trích gay gắt bởi các nhà phê bình và hoạ sĩ truyện tranh trực tuyến, nhất là do sự thay đổi sắc thái bối cảnh bất chợt, và là một ví dụ của "fridging" – cho một nhân vật nữ trong truyện chết hoặc bị thương nhằm gây kích động nhân vật nam. Truyện tranh đã được sửa và chế lại bởi nhiều hoạ sĩ khác và trở thành một di sản meme Internet.

## Bối cảnh

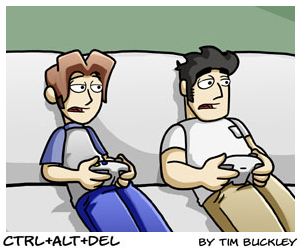
Hai nhân vật trong sê-ri truyện tranh Ctrl+Alt+Del, Ethan (trái) và Lucas (phải)

Ctrl+Alt+Del, viết tắt là CAD, là một sê-ri truyện tranh trực tuyến phát hành bởi Tim Buckley vào tháng 10 năm 2002. Truyện tranh tập trung vào hai nhân vật Ethan và Lucas và mối tình giữa Ethan và Lilah sau này.
Trước khi phát hành "Loss", CAD tập trung chủ yếu vào hài trò chơi điện tử, thay đổi giữa truyện tranh liên hoàn và câu đùa nhất thời, thường miêu tả các nhân vật ngồi trên ghế sofa trò chuyện về trò chơi đang chơi. Brian Feldman thuộc tạp chí New York miêu tả sắc thái của mẩu truyện lúc đầu là "buồn cười nhiều lúc nhưng ngớ ngẩn vài lúc, sử dụng bạo lực làm câu gây hài rất nhiều".

## Mẩu truyện "Loss"
Năm 2008, trong mạch cốt truyện kể Ethan và Lilah đang mong đợi đứa con đầu lòng, Buckley đăng tải mẩu truyện "Loss", làm thay đổi sắc thái cốt truyện một cách đột ngột so với các mẩu truyện CAD trước. Mẩu truyện gồm bốn ô tranh miêu tả Ethan bước vào bệnh viện, hỏi nhân viên lễ tân đường đi, nói chuyện với bác sĩ, và nhìn thấy Lilah nằm khóc lóc trên giường bệnh, ngụ ý rằng cô đã bị sảy thai. 
| “            | Một bộ truyện tranh nổi tiếng "nói nhiều như không nói" về trò chơi điện tử trên ghế sofa xuất hiện bốn ô truyện tranh và không một từ nào, vẽ lên một cuộc hành trình khám phá ghê rợn trong bệnh viện. | ” |
| — Hbomberguy | |   |

Hai mẩu truyện theo sau được viết trong bối cảnh bệnh viện trước khi CAD quay về như cũ. Khi Buckley đăng tải "Loss", ông đã viết một bài blog giải thích rằng ông đã tính toán trước cốt truyện trong nhiều năm. Bạn gái cũ thời đại học của ông mang thai ngoài ý muốn và bị sảy thai đã trở thành nguồn cảm hứng cho mẩu truyện tranh.

## Đón nhận

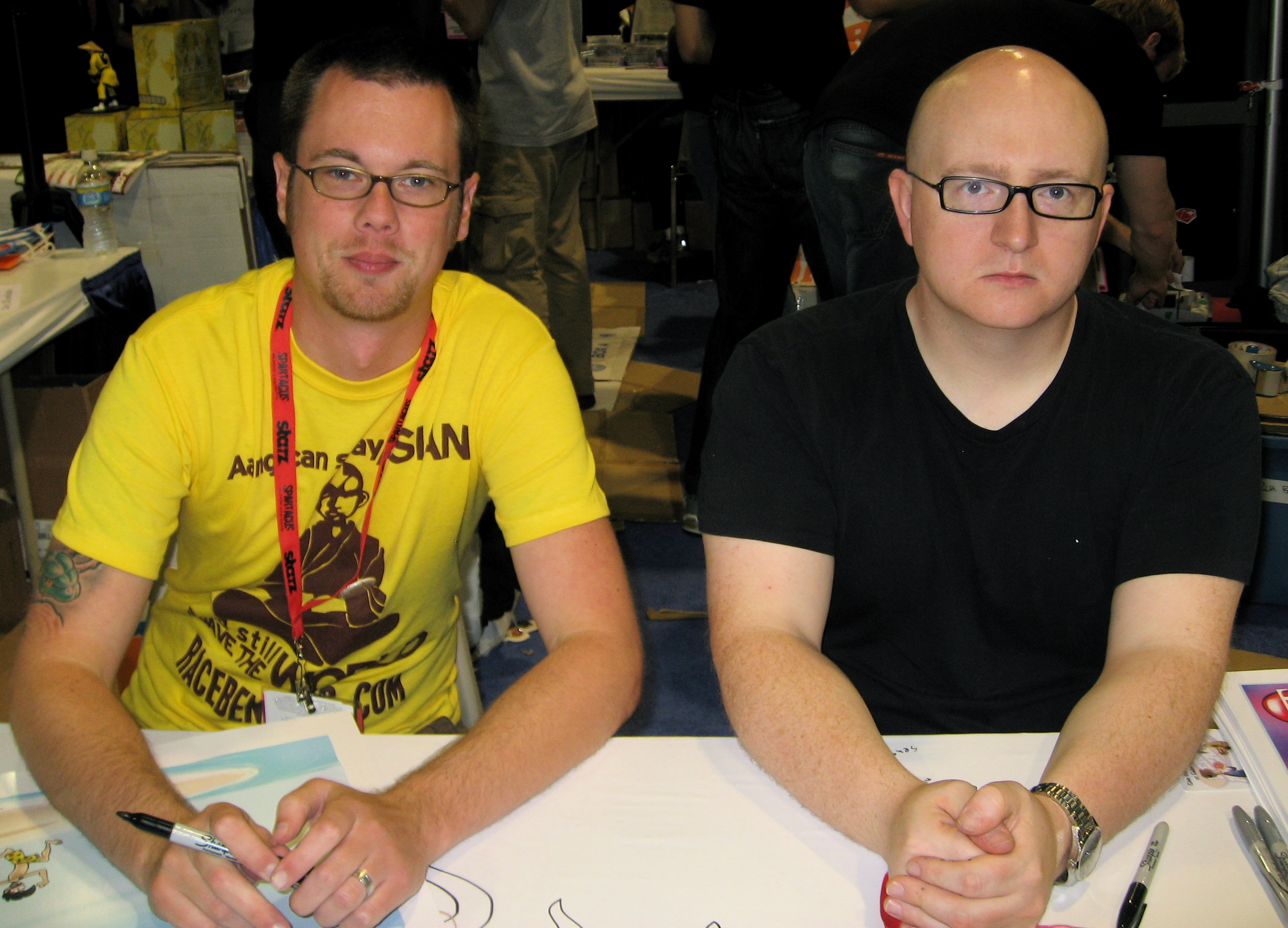
Tác giả của Penny Arcade, Mike Krahulik (trái) và Jerry Holkins (phải)

"Loss" bị đánh giá tiêu cực bởi các nhà phê bình và hoạ sĩ truyện tranh trực tuyến. Trong một buổi phỏng vấn với Joystiq, hai tác giả của sê-ri truyện tranh Penny Arcade (Mike Krahulik và Jerry Holkins) đều chỉ trích nó khi được hỏi về mẩu truyện. Holkins gọi Buckley là một "kẻ phản kitô", ví truyện tranh "Loss" và cốt truyện của nó như "kỵ sĩ Khải Huyền thứ nhất". Ben "Yahtzee" Croshaw, tác giả sê-ri đánh giá trò chơi điện tử Zero Punctuation, nhắc đến CAD trong một tập về truyện tranh trực tuyến về trò chơi điện tử. Ông cho rằng cốt truyện mà hài hước ở chỗ một nhân vật sảy thai được cho là "một sự thay đổi sắc thái cốt truyện rất kì cục, và tệ nhất là thiếu tôn trọng với chủ thể của truyện". Mike Fahey thuộc blog Kotaku, từng là người hâm mộ bộ truyện tranh CAD, đồng ý với phàn nàn của Coshaw và cho rằng ông không thể đọc bộ truyện ấy như bình thường được nữa. Năm 2021, Fahey gọi mẩu truyện tranh này là một "cú sảy thai của truyện tranh".
Mẩu truyện tranh cũng bị chỉ trích vì có yếu tố "fridging", một thuật ngữ được tạo ra bởi trang web Women in Refrigerators, khi mà tác giả cố tình làm một nhân vật nữ chịu đau khổ để dẫn truyện sang hướng của nhân vật nam. Hai mẩu truyện tranh theo sau "Loss" vẽ Ethan chia sẻ phản ứng về cơn sảy thai với hai người bạn nam khác mà không có sự có mặt của Lilah hay phản ứng của cô. Trong một buổi phỏng vấn năm 2015, Buckley phát biểu rằng ông không hối hận tạo ra mẩu truyện ấy, và độc giả nữ của truyện đã nói rằng cốt truyện đã giúp đỡ họ. Ông chia sẻ rằng ông kể lại câu chuyện theo hướng nhìn của Ethan vì đó là thứ duy nhất ông có thể dựa vào. Ông không tự tin vào kĩ năng viết của mình, lo sợ rằng sẽ đoán sai về hướng nhìn của một phụ nữ. Buckley sau này nhận xét rằng nếu hoàn cảnh này xảy ra thêm một lần nữa trong tập truyện tranh, ông sẽ nghiên cứu kĩ về tác động của việc sảy thai đối với một người mẹ.

## Di sản meme Internet

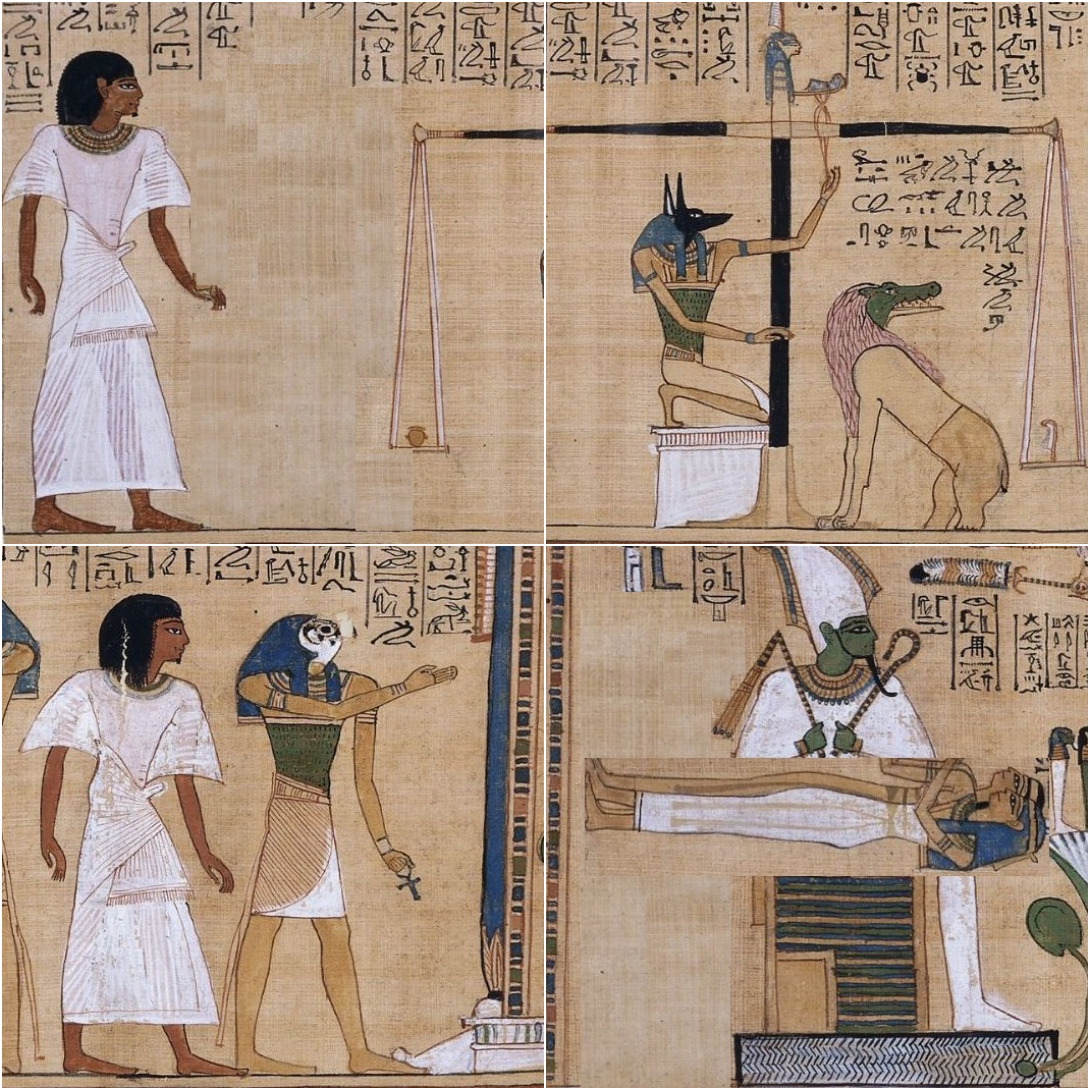
"Loss" được thể hiện qua tranh "Cuộn giấy cói của Hunefer"

### Bản chế
Sau khi mẩu truyện tranh được đăng tải, nó ngay lập tức trở thành một meme Internet. Người dùng từ các trang web như 4chan, Reddit và Tumblr đã sửa và chế lại mẩu truyện từ cảnh trong các phim khác như Futurama hay Pokémon. Bảng trò chơi điện tử /v/ của 4chan sau đó cấm tất cả những người dùng nào tạo ra bài đăng mới về mẩu truyện này. Trào lưu chế lại "Loss" càng trở nên dữ dội hơn khi Tim Buckley có thái độ kiêu căng trước những nhận xét tiêu cực về mẩu truyện.

Phiên bản tối giản của "Loss" được vẽ chỉ bằng bảy đường thẳng

Những bản chế của mẩu truyện càng ngày trở nên lố bịch, sử dụng những vật đặt ở vị trí trông giống như nhân vật trong mẩu truyện, như hot dog, ống trong Super Mario Bros. hoặc các từ trong câu "For sale: baby shoes, never worn". "Loss" cũng có thể được sử dụng như một rickroll, làm người xem bất ngờ khi nhận ra hình ảnh của meme trong những hình ảnh không liên quan.
Một phiên bản tối giản của "Loss" vẽ bốn ô truyện tranh giống như các nhân vật trong mẩu truyện: ô thứ nhất vẽ một đường dọc; ô thứ hai vẽ hai đường dọc, đường thứ hai ngắn hơn một chút; ô thứ ba vẽ hai đường dọc bằng nhau; ô thứ tư vẽ một đường dọc và một đường ngang. "Is this Loss?" (Đây có phải là Loss không?) là một câu trả lời mỉa mai khi thấy meme này. Năm 2017, meme trở nên thịnh hành trở lại.

### Phản ứng
Brian Feldman tuyên bố "Loss" là " 'Câu đùa' về Sảy thai lâu đời nhất của Internet". Năm 2016, podcast Reply All thảo luận và phân tích một phiên bản chế lại của "Loss" trêu đùa về kết quả cuộc bầu cử tổng thống Hoa Kỳ 2016. Người dẫn chương trình miêu tả meme như một mẫu hình ảnh mà người xem sẽ không bao giờ nhận ra trừ khi họ đã quá quen với nó, và nói rằng mẩu truyện rõ ràng và tượng trưng nên rất dễ chế lại.
Tháng 4 năm 2018, nhà quay phim Hbomberguy đã đăng một bài luận video phân tích mẩu truyện tranh "Loss" trên YouTube và nhận xét rằng "đây có thể nói là trang truyện tranh nổi tiếng nhất lịch sử". Video này đã nhận được sự hoan nghênh từ giới phê bình phim, và được Polygon công nhận là một trong mười bài luận video hay nhất năm 2018 và được vinh danh trong bộ sưu tập Hình ảnh và Âm thanh của nhà phê bình video xuất sắc nhất năm 2018.
Ngày 2 tháng 6 năm 2018, kỉ niệm 10 năm của "Loss", mẩu truyện gốc được thay bằng một mẩu truyện mới với tựa đề "Found" (trong cụm từ "Lost and Found" - mất và tìm thấy). Hầu hết mẩu truyện tranh đều giống như cũ, ngoại trừ ở ô cuối cùng, Ethan cười nhếch mép và nhìn vào khán giả, phá vỡ bức tường thứ 4 của truyện. Một ngày sau, mẩu truyện được thay thế bằng bản gốc trở lại mà không có một lời giải thích nào. Julia Alexander thuộc Polygon coi mẩu truyện "Found" như một sự thừa nhận rằng "Loss" đã trở thành một meme, và so sánh sự phát triển của meme với Ếch Pepe. Tương tự, vào ngày 2 tháng 6 năm 2019, mẩu truyện được thay thế bằng một mẩu truyện khác với tựa đề "Cross". Mẩu truyện này có ô cuối cùng vẽ Lilah đã sinh thành công một đứa con, nhưng khuôn mặt của đứa con lại là bản tối giản của "Loss".